# Frederik II van Zollern
Frederik II van Zollern (overleden rond 1145) was van 1125 tot 1145 graaf van Zollern. Hij behoorde tot het huis Hohenzollern.

## Levensloop
Frederik II was de zoon van graaf Frederik I van Zollern en Udilhild van Urach-Dettingen. Na de dood van zijn vader rond het jaar 1125 werd hij graaf van Zollern.
Hij steunde keizer Lotharius III, die tussen 1125 en 1137 het Heilige Roomse Rijk bestuurde, in diens strijd tegen het huis Hohenstaufen. Nadat de Hohenstaufen in 1138 aan de macht kwamen als Rooms-Duits koning, steunde Frederik II hen in de strijd tegen het huis Welfen.
Het was onder het bewind van Frederik II dat het huis Hohenzollern in de vorm van allodiaal land hun bezittingen zowel in territorium als in kastelen kon uitbreiden in zuidwestelijke richting. Zo breidde hij de gebieden in de Rijn en de Neder-Donau uit en kon hij ook gebied bemachtigen in de Elzas en Neckar. Rond 1145 stierf graaf Frederik II van Zollern.

## Huwelijk en nakomelingen
Frederik II was gehuwd met een vrouw wier identiteit onbekend is gebleven. Uit dit huwelijk zijn twee zonen bekend:
- Frederik III (1139-1200), graaf van Zollern en onder de naam Frederik I burggraaf van Neurenberg
- Berthold, jong gestorven